# 51e corps (Empire allemand)
Pour les articles homonymes, voir 51e corps.
Le 51e corps est une grande unité de l'armée de l'Empire allemand pendant la Première Guerre mondiale.

## Composition
Le 51e corps est un commandement général (commandement général à usage spécial). Ceux-ci sont créés à partir de 1916 et sont de simples postes de commandement ; des unités militaires leur sont affectées selon les besoins.

## Histoire

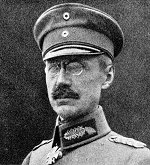
Albert von Berrer

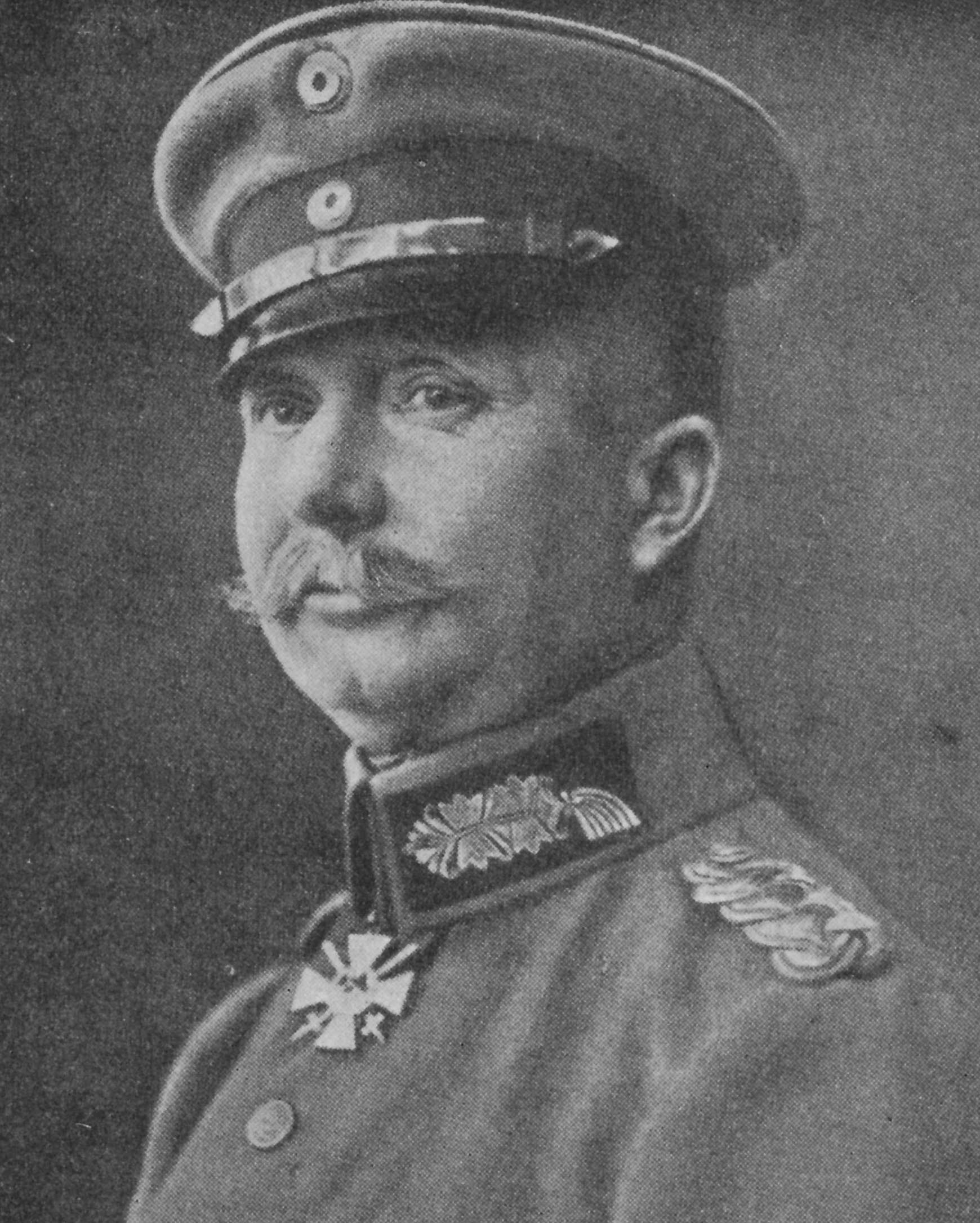
Eberhard von Hofacker

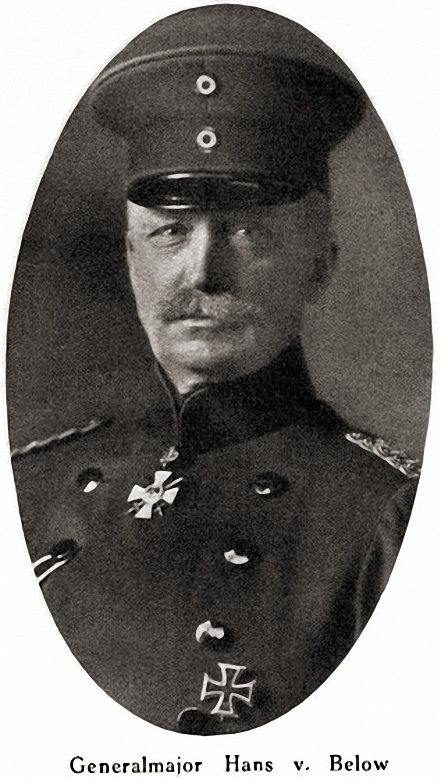
Hans von Below

Le 27 août 1916, le lieutenant-général Albert von Berrer (de) est nommé chef du 51e commandement général nouvellement formé, particulièrement efficace lors de l'offensive Kerenski en juillet 1917 et impliqué dans la prise de Tarnopol dans le cadre du groupe d'armées Winckler. Lors de la deuxième rencontre du groupe « Winckler » en compétition près de Zloczow, le groupe « Berrer » est subordonné aux 5e et 22e divisions d'infanterie. Les 42e et 92e divisions d'infanterie se sont rassemblées pour la poursuite en réserve.
Le 51e commandement général est ensuite transféré dans la section la plus septentrionale du front de l'Est et participe à la bataille de Riga. Il commande dans le cadre de la 8e armée, après avoir traversé la Düna, le centre du groupe de choc stationné à Riga. Le 2 septembre 1917, la 1re division de la Garde, la 14e division d'infanterie bavaroise, la 20e division d'infanterie et la 75e division de réserve sont subordonnées à cette unité
Le 51e commandement général est transféré en Italie sur le front de l'Isonzo en septembre 1917 et affecté à la 14e armée nouvellement formée du général Otto von Below. Les formations désignées sous le nom de groupe « Berrer » comprennent la 200e division d'infanterie dans la partie sud de la tête de pont de Tolmein, derrière laquelle se trouve la 26e division d'infanterie. Le général Berrer tombe lors de la douzième bataille de l'Isonzo alors qu'il avance vers Udine. Son successeur est le général d'infanterie Eberhard von Hofacker.
Début 1918, le 51e commandement général est transféré avec la 14e armée (à partir de février 1918 , AOK 17) sur le front occidental. Lors de l'attaque allemande Michael le 21 mars, le commandement général forme avec les 19e, 109e, 208e divisions d'infanterie et la division de remplacement de la Garde l'aile gauche de la 2e armée dans la zone au nord de Bellenglise et fait la jonction avec la 18e armée qui attaque plus au sud.
Lors de la bataille d'Amiens le 8 août 1918, « Journée noire de l'armée allemande (de) », le corps est aux côtés du 11e corps d'armée dans la zone d'attaque principale de la 4e armée britannique. Tandis que l'aile sud du commandement général, la 192e division d'infanterie et la 14e division d'infanterie royale bavaroise résiste toujours aux Français à Moreuil, la partie nord s'effondre. La percée des Australiens et Canadiens aux 13e, 41e, 117e et 225e division d'infanterie (de) des deux côtés de Villers-Bretonneux atteignent Harbonnières et initient la retraite allemande. Le 22 août, le lieutenant-général Hans von Below est nommé à la tête du 51e commandement général . Below commande le commandement général lors de la bataille de Péronne, de la bataille défensive entre Cambrai et Saint-Quentin ainsi que des batailles de retraite devant et dans la position Hermann et devant la position Anvers-Meuse. Après l'armistice de Compiègne, Below ramène ses troupes chez eux.

## Général commandant
| Rang            | Nom                    | Date                                     |
| --------------- | ---------------------- | ---------------------------------------- |
| Generalleutnant | Albert von Berrer (de) | 27 août 1916 au 28 octobre 1917          |
| Generalleutnant | Eberhard von Hofacker  | 3 novembre 1917 au 23 août 1918          |
| Generalleutnant | Hans von Below         | 23 août 1918 jusqu'à la fin de la guerre |